# توم هايز (رجل أعمال)
توم هايز (بالإنجليزية: Tom Hayes)‏ هو شخصية أعمال أمريكي، ولد في 1960 في Fort Benning ‏ في الولايات المتحدة.